# Оружие для найма
«Оружие для найма» или «Наёмник» (англ. This Gun for Hire) — один из первых фильмов-нуар и, возможно, первый в мировом кино фильм о киллере. Снят в США в 1942 году Фрэнком Таттлом по мотивам романа Грэма Грина «Наёмный убийца».

## Сюжет
Действие происходит в США во время Второй мировой войны. Испытав в детстве психологическую травму, Филип Рейвен (Ворон) стал холодным, циничным киллером, однако, любящим детей и животных и не терпящим по отношению к ним насилия.
Фильм начинается с того, как главный герой бьет уборщицу за её жестокость по отношению к котенку, которого подкармливал Рейвен. После этого Рейвен идет туда, где, согласно полученной информации, находится его новая жертва. Рейвен хладнокровно исполняет заказ на убийство бухгалтера химической компании, при этом убив его секретаршу как лишнего свидетеля. 
Когда посредник Уилл Гейтс пытается подставить его меченными купюрами, на след убийцы выходит полиция. Благодаря счастливому стечению обстоятельств Рейвену удается уйти прямо из-под носа полиции, он следует в Лос-Анджелес, желая найти Гейтса и, узнав, на кого тот работает, уничтожить обоих. 
После встречи с Рейвеном в одном из клубов Сан-Франциско Уилл Гейтс видит очаровательную артистку Эллен, которую он нанимает к себе в клуб «Нептун» в Лос-Анджелесе. Выясняется, что внедрение Эллен в окружение Гейтса было устроено специально для собрания доказательств того, что Гейтс поставляет оружие врагам Соединённых Штатов. Рейвен и Эллен знакомятся в поезде, где их спящими на соседних местах видит Гейтс. Подозревая, что новая знакомая на самом деле работает с Рейвеном, Гейтс приглашает её к себе на ужин в загородный дом, где, во время беседы с Эллен, его подозрения усиливаются, и с помощью своего подчиненного, Томми, Гейтс готовится тайно убить её. 
В это время парень Эллен, Майкл, по совместительству полицейский, разыскивает свою девушку. Поиски приводят его к дому Гейтса, где без сознания и связанная находится Эллен. Слуга Гейтса врет полицейскому, говоря, что мисс ушла ещё 2 часа назад. Заметив, что на кресле, где сидела Эллен осталась её сумка, Томми тихо выбрасывает её в окно, но в это время рядом находится выслеживающий Гейтса Рейвен. Он видит как сумку выбрасывают в окно и подбирает её. Когда Майкла удается выпроводить из дома, Томми берется за дело и готовится отвезти Эллен к мосту, но чувствует сзади ствол пистолета. Вырубив слугу Гейтса и закрыв его в подвале, киллер ищет Эллен и, не найдя её, уже готовится уйти, когда слышит тихий стон из шкафа с одеждой. Рейвен и Эллен выбираются из дома, взяв машину Гейтса. Томми видит их в окно подвала, из которого в это время пытался выбраться с помощью топора. 
После этого Гейтсу поступает звонок. Это оказывается его человек, который сообщает произошедшее и советует Гейтсу как можно скорее убираться из клуба. Мы видим, что в «Нептуне» Гейтс занят разговором с Майклом, с которым вместе уходит из клуба, но на лестнице они встречают Рейвена и Эллен. Последним удается сбежать от Майкла. Рейвен, находящийся в бегах от полиции, скрывается с Эллен в старой лачуге, где она видит его с более доброй стороны. 
Желая открыться ей, Рейвен рассказывает Эллен о том как его отца повесили, после чего мать покончила с собой. Он рассказывает как его отправили к тетке, которая постоянно его била, желая «выбить из него дурную кровь». Однажды, по его словам, она разбила ему запястье, когда он потянулся за кусочком шоколада. За это Рейвен схватил нож и всадил его прямо в глотку своей тетке. Это было первое убийство Рейвена. Его отправили в колонию, где его опять били, но он был счастлив из-за того, что сделал. Эллен уговаривает Рейвена прекратить убивать, объясняет, что каждый раз он пытался снова и снова убить одного и того же человека, своего мучителя, и теперь он тоже хочет убить вовсе не Гейтса. 
Вместе Эллен и Рейвен выясняют, что Гейтс и его руководство изготовляет ядовитый газ и готовится его продать Японии, что приведет к гибели множества американцев в ходе Второй мировой войны. Эллен хочет чтобы вместо убийства, Рейвен добился от Гейтса признаний по поводу поставок газа, чтобы виновных могли посадить, а поставки прекратить. Рейвен обещает никогда больше не использовать пистолет, но не смог сдержать обещание, убив полицейского, чем сильно огорчает Эллен. 
После побега от полиции Рейвен проникает в компанию Гейтса, где, притворившись Томми, выходит на главу компании, Брюстера, который руководил изготовлением и продажей смертоносного газа японцам. Киллер добивается письменного признания от Брюстера, после чего последний безуспешно пытается его убить. В ходе своей попытки старик умирает сам. Гейтс, стоя на мушке, пытается оправдать себя, но вызвав гнев Рейвена, погибает от его пули. Группа захвата врывается в комнату и стреляет в Рейвена. Майкл узнает, что Эллен и Рейвен работали вместе, чтобы разоблачить Гейтса и Брюстера. Рейвен погибает рядом с Эллен и Майклом, наконец-то обретя мир.

## В ролях
- Алан Лэдд — Филип Рейвен
- Вероника Лейк — Эллен Грэм
- Роберт Престон — Майкл Крейн
- Лэйрд Крегар — Уиллард Гейтс
- Талли Маршал — Элвин Брюстер
- Марк Лоуренс — Томми
- Фрэнк Фергюсон — Альберт Бейкер
- Гарри Шэннон — Стив Финнерти
- Чарльз Арнт — мужской портной
- Виктор Килиан — Дрю

В титрах не указаны
- Ивонн де Карло — танцовщица в клубе «Нептун»
- Олин Хоуленд — Блэр Флетчер

## Съёмочная группа
- Производство: Paramount Pictures
- Режиссёр: Фрэнк Таттл
- Продюсер: Ричард Блюменталь
- Авторы сценария: Грэм Грин (роман), Альберт Малтц, У. Р. Барнетт
- Оператор: Джон Ф. Сайц
- Художники: Ханс Дрейер, Роберт Ашер
- Композитор: Дэвид Баттолф

## Успех
Сразу после премьеры критик Босли Краузер назвал фильм «мелодрамой, честной и порочной» и особо отметил актёрскую игру Алана Лэдда, который шёл в титрах лишь четвёртым. Несмотря на свой миниатюрный рост (во время сцен поцелуев ему приходилось вставать на подставку), Лэдд стал звездой национального масштаба. Вскоре появилось ещё несколько фильмов, где главные роли исполнял полюбившийся зрителям тандем Алана Лэдда и Вероники Лейк.
По словам М. Трофименкова, это «один из первых голливудских нуаров, сформировавших грамматику жанра», наряду с вышедшим годом ранее фильмом «Мальтийский сокол». Многие мотивы и ситуации фильма годы спустя будут переосмыслены у Мельвиля (в том числе в триллере «Самурай»).